# Deudorix caroli
Deudorix caroli är en fjärilsart som beskrevs av Oliver Erichson Janson 1886. Deudorix caroli ingår i släktet Deudorix och familjen juvelvingar. Inga underarter finns listade i Catalogue of Life.